# Weißendorf (Oberdolling)
Weißendorf ist ein Ortsteil der Gemeinde Oberdolling im Landkreis Eichstätt im Regierungsbezirk Oberbayern des Freistaates Bayern.

## Lage
Der Weiler liegt auf der Hochfläche der Südlichen Frankenalb nördlich des Gemeindesitzes Oberdolling und östlich der Staatsstraße 2231.

## Geschichte
In der Waldabteilung „Hundskuchel“ wurden Hügelgräber aus der Bronze- und Hallstattzeit gefunden. Weitere Funde stammen aus der Jungsteinzeit.
Vor 1133/35 wird ein Ortsadeliger namens Englimar von „Wizzindorf“ erwähnt. Der Adelssitz nahe der Kirche ist abgegangen, nur die Kirche des späten 12. Jahrhunderts hat sich erhalten.
Weißendorf war bereits vor der Gebietsreform in Bayern ein Gemeindeteil von Oberdolling. 1957 wurde eine Flurbereinigung durchgeführt. 1983 bestand der Weiler mit seinen 31 Einwohnern aus sechs landwirtschaftlichen Vollerwerbsbetrieben und einem Nebenerwerbsbetrieb.

## Katholische Kirche St. Margareta

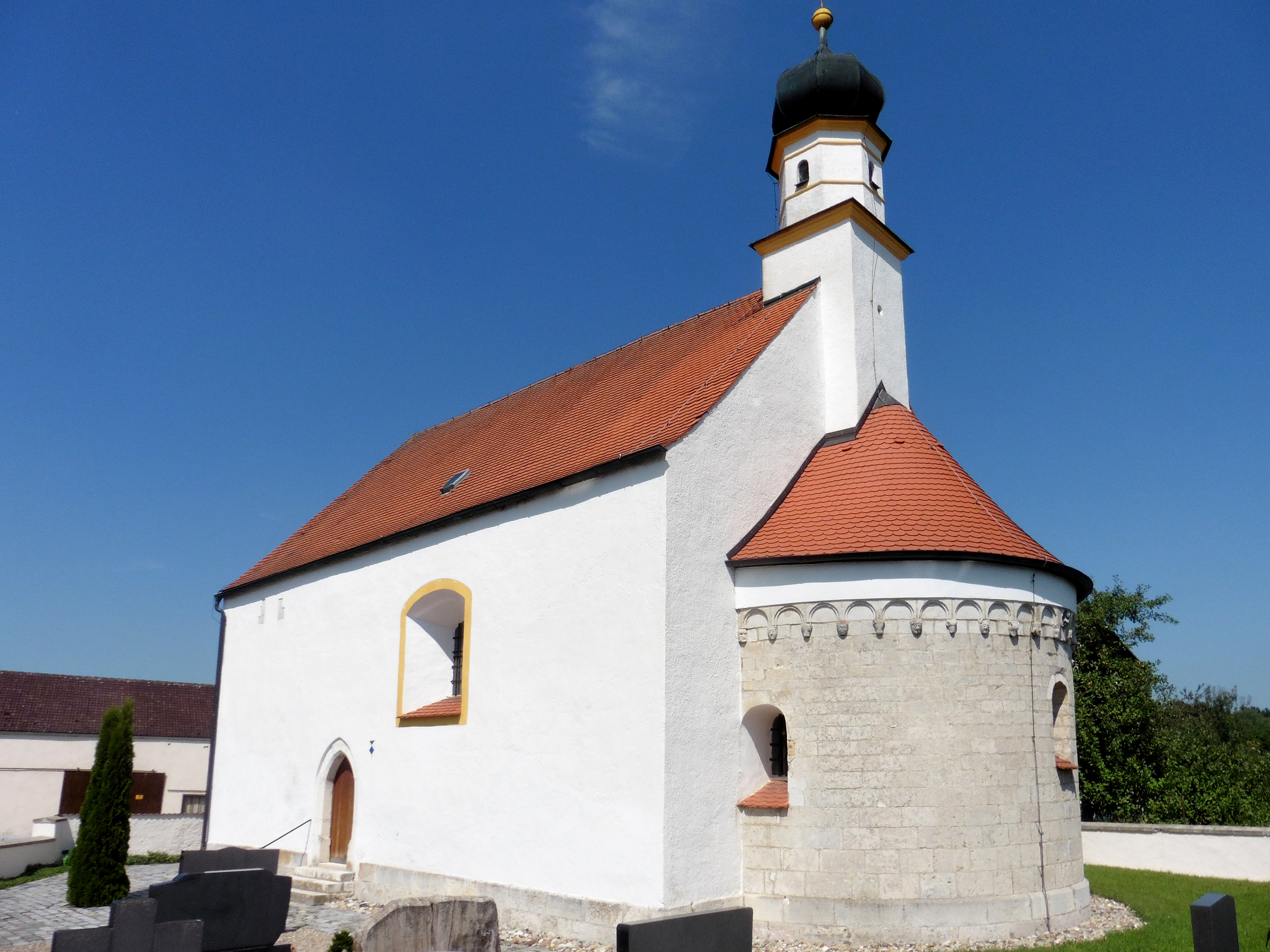
Kirche St. Margareta

Das romanische Kirchlein St. Margareta (ehemals Hl. Johannes der Täufer und hl. Johannes (Evangelist)), gegen Ende des 12. Jahrhunderts erbaut, steht auf einem kleinen Hügel. Mitbeteiligt am Bau waren Bauleute des Regensburger Schottenklosters. 1402 wurde Weißendorf Filiale von St. Salvator Bettbrunn. Bis 1610 war die Kirche mit einem Wehrfriedhof umgeben, der in Kriegszeiten auch Ställe für das Vieh enthielt. Das romanische Westportal weist auf den beiden äußeren Kapitellen zwei Löwen und in seinem Bogen Achtergeflecht auf. Die Rundbögen an der Außenapsis sitzen auf 23 Kopfkonsolen, bei denen Menschen- und Tierköpfe wechseln. Das Zwiebeltürmchen stammt aus neuerer Zeit. 1723 wurde die Kirche barockisiert. Der Hochaltar, im späten Rokoko entstanden, zeigt hl. Margareta von Antiochien als Kirchenpatronin; er stammt vom Altmannsteiner Künstler Johann Georg Günther (der Vorgängeraltar aus der Zeit der Spätgotik kam nach Bettbrunn). Günther schuf auch die Statue der Kirchenpatronin an der Seitenwand (um 1760). Eine Madonna mit Kind fertigte Hans Sinninger aus Ingolstadt um 1500. Die Empore wird von zwei figurengeschmückten romanischen Säulen getragen.
Um die Kirche rankt sich eine Sage um zwei Riesen, die ihre Entstehung einem römischen Grabstein in der Kirche von Tholbath verdankt.